# جون ولكوت آدامز
جون ولكوت آدامز (بالإنجليزية: John Wolcott Adams)‏ هو رسام توضيحي أمريكي، ولد في 7 نوفمبر 1874 في ورسستر في الولايات المتحدة، وتوفي في 24 يونيو 1925 بسبب التهاب الزائدة الدودية.

## وصلات خارجية
- جون ولكوت آدامز على موقع IMDb (الإنجليزية)